# 阜陽市
阜陽市（ふよう-し、中国語：阜阳市、英語：Fuyang）は、中華人民共和国安徽省の北西部に位置する地級市。古くは汝陰、順昌、潁州とも呼ばれていた。市は中心市街を構成する潁州区・潁泉区・潁東区のほか、太和県・潁上県・臨泉県・阜南県との四県および県級市の界首市も管轄下に置く。
2021年に実施された人口調査によれば、地級市全域は817.1万人の人口規模を擁しており（省内で省都の合肥市に次いで2位）、中心市街の人口数はおよそ150万人という。また、2021年の国内総生産（GDP）の額は過去最高の3071.5億人民元を記録（省内で合肥市、蕪湖市、滁州市に次いで4位、同省の北部地方で1位）。
阜陽市は近年大きな発展を遂げられたため、その中心市街も面積や人口、経済規模など多くの分野で蚌埠市と並んで安徽省北部（皖北）地方の中心都市に有力な候補とも位置づけられている。

## 地理
安徽省の北西部の黄淮海平原の南端、淮北平原の西部に位置する。北は亳州市、東は淮南市、南は六安市、西は河南省周口市及び信陽市と接する。淮河の北岸の大きな支流の潁河が流れる。

## 歴史
阜陽地区には周代には嬀姓の胡子国が存在していた。春秋戦国時代には原陽・新・寝などの県邑が設置されている。
秦代になると汝陰県が置かれ、漢代には汝南郡に、三国時代になると汝陰郡の管轄とされた。527年（孝昌3年）、北魏により潁州が設置され、その後は隋朝により汝陰郡、唐朝により潁州、宋朝により順昌府、明朝により潁州、清朝により潁州府が設置された。
1735年（雍正13年）、清朝により潁州に阜陽県が設置され、中華人民共和国成立後は阜陽地区とされた。1996年1月に地級市として阜陽市に改編された。
また阜陽市北部の亳州市は1372年（洪武6年）に潁州に統合されて以来、阜陽地域の一部とされていたが、1998年2月に新に地級市として亳州市が分割され現在に至っている。

## 行政区画
下部に3市轄区・1県級市・4県を管轄する。
- 市轄区：
  - 潁州区・潁東区・潁泉区
- 県級市：
  - 界首市
- 県：
  - 臨泉県・太和県・阜南県・潁上県

| 阜陽市の地図                                            |
| ------------------------------------------------------- |
| 潁州区 潁東区 潁泉区 臨泉県 太和県 阜南県 潁上県 界首市 |

### 年表
この節の出典

#### 皖北行署区阜陽専区
- 1949年10月1日 - 中華人民共和国皖北行署区阜陽専区が成立。界首市・阜城市・亳城市・阜陽県・太和県・亳県・渦陽県・蒙城県・鳳台県・潁上県・阜南県・臨泉県が発足。(3市9県)
- 1950年9月20日 (1市9県)
  - 阜城市が阜陽県に編入。
  - 亳城市が亳県に編入。
- 1952年5月12日 - 阜陽県・潁上県の各一部が阜南県に編入。(1市9県)
- 1952年8月7日 - 安徽省の成立により、安徽省阜陽専区となる。

#### 安徽省阜陽地区
- 1953年6月25日 - 界首市および太和県・臨泉県の各一部が合併し、界首県が発足。(10県)
- 1955年8月24日 (10県)
  - 河南省信陽専区淮浜県の一部(三河区・欄杆区・趙集区の各一部)が阜南県に編入。
  - 阜南県の一部(地城区許寨郷・張寨郷の各一部)が河南省信陽専区淮浜県に編入。
- 1956年6月29日 (10県)
  - 河南省商丘専区項城県の一部(賈嶺区の一部)が臨泉県に編入。
  - 臨泉県の一部(鮦城区の一部)が河南省商丘専区項城県に編入。
- 1959年3月22日 - 界首県・太和県が合併し、首太県が発足。(9県)
- 1959年12月 (9県)
  - 鳳台県の一部が淮南市八公山区の一部と合併し、淮南市郊区となる。
  - 鳳台県の一部が淮南市八公山区に編入。
- 1960年5月25日 - 首太県の一部が臨泉県に編入。(9県)
- 1961年4月 - 潁上県の一部が鳳台県に編入。(9県)
- 1961年12月15日 (10県)
  - 首太県が分割され、界首県・太和県が発足。
  - 臨泉県の一部が界首県に編入。
- 1962年9月 - 鳳台県の一部が潁上県に編入。(10県)
- 1964年4月3日 - 淮南市郊区の一部が鳳台県に編入。(10県)
- 1964年6月15日 - 阜陽県の一部が分立し、阜城鎮が発足。(10県1鎮)
- 1964年10月31日 - 阜陽県・渦陽県・蒙城県・鳳台県の各一部が合併し、利辛県が発足。(11県1鎮)
- 1964年12月27日 - 宿県専区懐遠県の一部が鳳台県に編入。(11県1鎮)
- 1965年4月8日 - 鳳台県の一部が淮南市八公山区に編入。(11県1鎮)
- 1966年3月3日 - 臨泉県の一部が界首県に編入。(11県1鎮)
- 1969年6月7日 - 阜城鎮が阜陽県に編入。(11県)
- 1971年3月29日 - 阜陽専区が阜陽地区に改称。(11県)
- 1972年2月25日 - 阜陽県の一部が太和県に編入。(11県)
- 1972年9月20日 - 鳳台県の一部が分立し、淮南市古溝区となる。(11県)
- 1975年6月3日 - 鳳台県の一部が淮南市古溝区に編入。(11県)
- 1975年12月19日 - 阜陽県の一部が分立し、阜陽市が発足。(1市11県)
- 1976年9月 - 阜陽県の一部が阜陽市に編入。(1市11県)
- 1977年1月20日 - 鳳台県が淮南市に編入。(1市10県)
- 1984年6月29日 (1市10県)
  - 蒙城県の一部(大興郷・羅集郷の各一部)が淮南市鳳台県に編入。
  - 淮南市鳳台県の一部(肖集郷・肖塘郷・武集郷の各一部)が蒙城県に編入。
- 1986年3月11日 - 亳県が市制施行し、亳州市となる。(2市9県)
- 1989年9月27日 - 界首県が市制施行し、界首市となる。(3市8県)
- 1992年11月20日 - 阜陽市・阜陽県が合併し、阜陽市が発足。(3市7県)
- 1996年1月1日 - 阜陽地区が地級市の阜陽市に昇格。

#### 阜陽市
- 1996年1月1日 - 阜陽地区が地級市の阜陽市に昇格。(3区2市7県)
  - 阜陽市が分割され、潁州区・潁東区・潁泉区が発足。
- 1998年9月25日 - 亳州市が省直轄県級行政区となる。(3区1市7県)
- 2000年5月21日 - 渦陽県・蒙城県・利辛県が亳州市に編入。(3区1市4県)
- 2006年10月10日 - 阜南県の一部が潁州区に編入。(3区1市4県)
- 2013年12月24日 - 阜南県の一部が潁州区に編入。(3区1市4県)

## 交通
空港
- 阜陽空港

鉄道
- 阜陽駅 - 北京と香港を結ぶ主要幹線である京九線に加え、4路線が分岐するターミナル駅である。全国各地へ向かう長距離列車が昼夜問わず発着する。[5]
  - 京九線（北京 - 香港紅磡駅）
  - 漯阜線（中国語版）（漯河市 - 阜陽）
  - 青阜線（中国語版）（淮北市 - 阜陽）
  - 阜淮線（中国語版）（阜陽 - 淮南市）
  - 阜六線（中国語版）（阜陽 - 六安市）
- 阜陽西駅（中国語版） - 2019年に開業した高速鉄道専用駅。当駅から省都の合肥へは高速列車で1時間15分[6]、鄭州へは1時間40分から2時間40分[7]、上海へは3時間30分から4時間30分[8]である。
  - 商杭旅客専用線（中国語版）（商丘市 - 杭州市）
  - 鄭阜高速鉄道（中国語版）（鄭州市 - 阜陽）

道路
- 界阜蚌高速道路

## 教育
- 阜陽師範学院
- 阜陽職業技術学院